# Adrián Hang
Adrián Hang (Franck, 25 de junio de 1972) es un piloto argentino de automovilismo de velocidad. Iniciado en los kartings, Hang tiene desarrollada una amplia carrera a nivel internacional, habiendo participado en Fórmula 3 Sudamericana, Fórmula Opel Europea, Fórmula 3 de Italia, Fórmula 2000 Italiana y Campeonato Italiano de Velocidad y Turismo. En Argentina, participó activamente en el Turismo Nacional y más tarde compitió en el Top Race.
El 14 de abril de 1996, sufrió un violento accidente mientras competía por una fecha de la Súper Fórmula Italiana en el Circuito de Monza, el cual le costó la amputación del pie derecho y la pierna izquierda. A pesar de ello, y gracias a un sistema de prótesis adquirido en Italia, pudo seguir compitiendo, consagrándose campeón del Turismo Italiano en 2003 y del Turismo Nacional de Argentina en 1999.

## Trayectoria

### Karting
- 1981 - 82: Campeonato Santafesino de Karting, Categoría Junior
- 1983 - 84: Subcampeón Juvenil Junior
- 1985: Subcampeón Juvenil Senior
- 1986: Campeón Juvenil Junior, Campeonato Santafesino - Campeonato Argentino, Cat. 125cc con caja
- 1987: Subcampeón Juvenil Senior, Campeonato Santafesino - Campeonato Argentino, Cat. 125cc con caja
- 1988: Campeón Entrerriano de Karts - Subcampeón Santafesino - Campeonato Argentino, Cat. 125cc con caja
- 1989: Campeón Santafesino de Karts - Campeonato Argentino, Cat. 125cc con caja
- 1990: Campeón Argentino, Categoría 125cc con caja. - Campeonato Mundial de Karts, Italia '90 - Campeonato Español de Karts, Barcelona '90
- 1991: Campeón Argentino, Categoría 100cc Internacional - Campeonato Mundial de Karts, Francia '91 - Campeonato Sudamericano de Karts, Córdoba '91
- 1992: Campeón Metropolitano, Categoría 100cc Internacional.

### Automovilismo internacional
- 1992: Fórmula  Sudamericana (Dallara-Alfa Romeo)
- 1993: Fórmula Opel Europea - Tester de Fórmula 3 Italiana
- 1994: Fórmula 3 Sudamericana
- 1995: Fórmula 2000 Italiana - Téster de Súper Fórmula Italiana
- 1996: Súper Fórmula Italiana, Sufre un grave accidente que le cuesta la amputación de un pie y una pierna.
- 2003: Campeonato Italiano de Velocidad y Turismo. Campeón (Rover 200).

### Automovilismo nacional
- 1991: Fórmula 2 Nacional (Berta-Renault)
- 1994: Turismo Nacional, Clase 2
- 1997: Fórmula Gol Santafesina. Prueba un vehículo por primera vez, utilizando prótesis.
- 1998: Turismo Nacional, Clase 2 (Volkswagen Gol)
- 1999: Campeón de Turismo Nacional, Clase 2 (Volkswagen Gol)
- 2000 - 02: Turismo Nacional, Clase 3 (Volkswagen Golf)
- 2004: Turismo Nacional, Clase 3 (Volkswagen Golf)
- 2005: Top Race V6 (Volkswagen Passat)
- 2006: Turismo Nacional, Clase 3 (Volkswagen Golf)
- 2007: Turismo Nacional, Clase 3 (Volkswagen Golf)
- 2008: Turismo Nacional, Clase 3 (Citroën Xsara)
- 2009: Turismo Nacional, Clase 3 (Citroën Xsara)
- 2010: Top Race Junior (Ford Mondeo)
- 2011: Top Race Series  (Ford Mondeo)

## Resultados

### Turismo Competición 2000
| Año  | Equipo               | Auto            | 1   | 2   | 3  | 4   | 5   | 6   | 7  | 8   | 9   | 10  | 11  | 12  | 13  | 14  | Res. | Puntos |
| ---- | -------------------- | --------------- | --- | --- | -- | --- | --- | --- | -- | --- | --- | --- | --- | --- | --- | --- | ---- | ------ |
| 2008 |                      |                 | PAR | SAL | GR | SFE | SJU | RES | AG | BA  | OBE | TRH | VIE | SMM | PDF | PDE | -    | -      |
| 2008 | Bainotti Dowen Pagio | Honda Civic VII |     |     |    |     |     |     |    | Ret |     |     |     |     |     |     | -    | -      |

## Palmarés
| Título  | Especialidad               | Marca          | Año  |
| ------- | -------------------------- | -------------- | ---- |
| Campeón | Turismo Nacional (Clase 2) | Volkswagen Gol | 1999 |
| Campeón | Turismo Italiano (Clase 3) | Rover 200      | 2003 |